# パトリック・モディアノ
パトリック・モディアノ (Patrick Modiano, 1945年7月30日 - ) は、フランスのパリ近郊ブローニュ＝ビヤンクール（オー＝ド＝セーヌ県）生まれの作家である。
30作以上の小説を発表し、アカデミー・フランセーズ賞 (1972)、ゴンクール賞 (1978)、オーストリア国家賞 (2012) などの多くの権威ある文学賞を受賞し、2014年10月に、「最も捉え難い人々の運命を召喚し、占領下の生活世界を明らかにした記憶の芸術」であるという理由により、ノーベル文学賞を受賞した。この際、スウェーデン・アカデミー事務局長のペーテル・エングルンドは、パトリック・モディアノを「現代のマルセル・プルースト」であると評した。彼の作品は36か国語に翻訳されている（2014年受賞時）。
2015年1月にレジオンドヌール勲章オフィシエを贈られた。モディアノ独自の作品世界・作風は「モディアネスク (modianesque)」と表現されるが、レジオンドヌール勲章の授与式で、フランソワ・オランド大統領はこの言葉を「現実が消えてしまう状況、過去と現在が交錯する状況、言葉が信じられなくなる状況」と定義した。

## 経歴

### 生い立ち
パトリック・モディアノ（出生名：ジャン・パトリック・モディアノ）は、1945年7月30日、パリ近郊のブローニュ＝ビヤンクール（オー＝ド＝セーヌ県）に生まれた。
アントウェルペン（ベルギー）生まれの女優であった母ルイザ・コルパン (Louisa Colpeyn) とパリ生まれのイタリア系ユダヤ人の父アルベルト・モディアノ (Albert Modiano) は、1942年、ナチス・ドイツ占領下のパリで出会い、1944年にムジェーヴ（フランス南東部オート＝サヴォワ県）で結婚した（ただし、ユダヤ人であったアルベルトは偽名を使い、合法的な結婚ではなかった）。
パトリックが生まれたのは第二次世界大戦におけるドイツ降伏（戦勝記念日）の2か月後であった。
2年後の1947年に弟リュディが生まれたが、1957年、10歳で白血病のため他界した。パトリック・モディアノは処女作を含む初期の7作を弟リュディに捧げており、2005年に発表した自伝小説『血統書 (Un pedigree)』でも、この本に書かれている出来事で「弟の死ほど私の心に深く刻まれているものはない」と書いている。
父アルベルト・モディアノは1912年にパリ9区に生まれた。アルベルトの父親はギリシャの港湾都市テッサロニキに生まれたが、もともとトスカーナ地方（イタリア）のユダヤ系の家系であった。彼はナチス・ドイツ占領下のパリで偽名を使って身を隠し、フランス・ゲシュタポの人物らを中心とする闇取引に関わっていた。パトリック・モディアノが処女作で「ナチ占領下のパリに蠢く闇商人、ゲシュタポの手先、ユダヤ人コラボ（対独協力者）」を描いたのもこうした事情によるものであり、初期の作品にはこうした父のこと、そして巡業で不在がちだった母のことが繰り返し描かれていることから、これらをフロイトの「家族小説 (Famlienroman)」の概念により論じる研究者もいる。実際、モディアノ夫妻はパリ6区のセーヌ川沿いのケ・ド・コンティ通りに居を構えたが、二人とも「仕事で多忙であり、パトリックとリュディは他人の手に委ねられた。パトリックが最初に預けられたのは、母方の祖父母宅であり、彼らはフラマン語しか話さなかったという」。
やがてパトリックはパリ西側に位置するジュイ＝アン＝ジョザ（イヴリーヌ県）の寄宿学校に預けられたが、反抗心からひそかに逃げ出すこともあった。彼は子供の頃はいつも「母が私を厄介払いしたいのだと感じていた」、「愛されていないと感じると逃げ出す馬のようなものだった」と語っている。

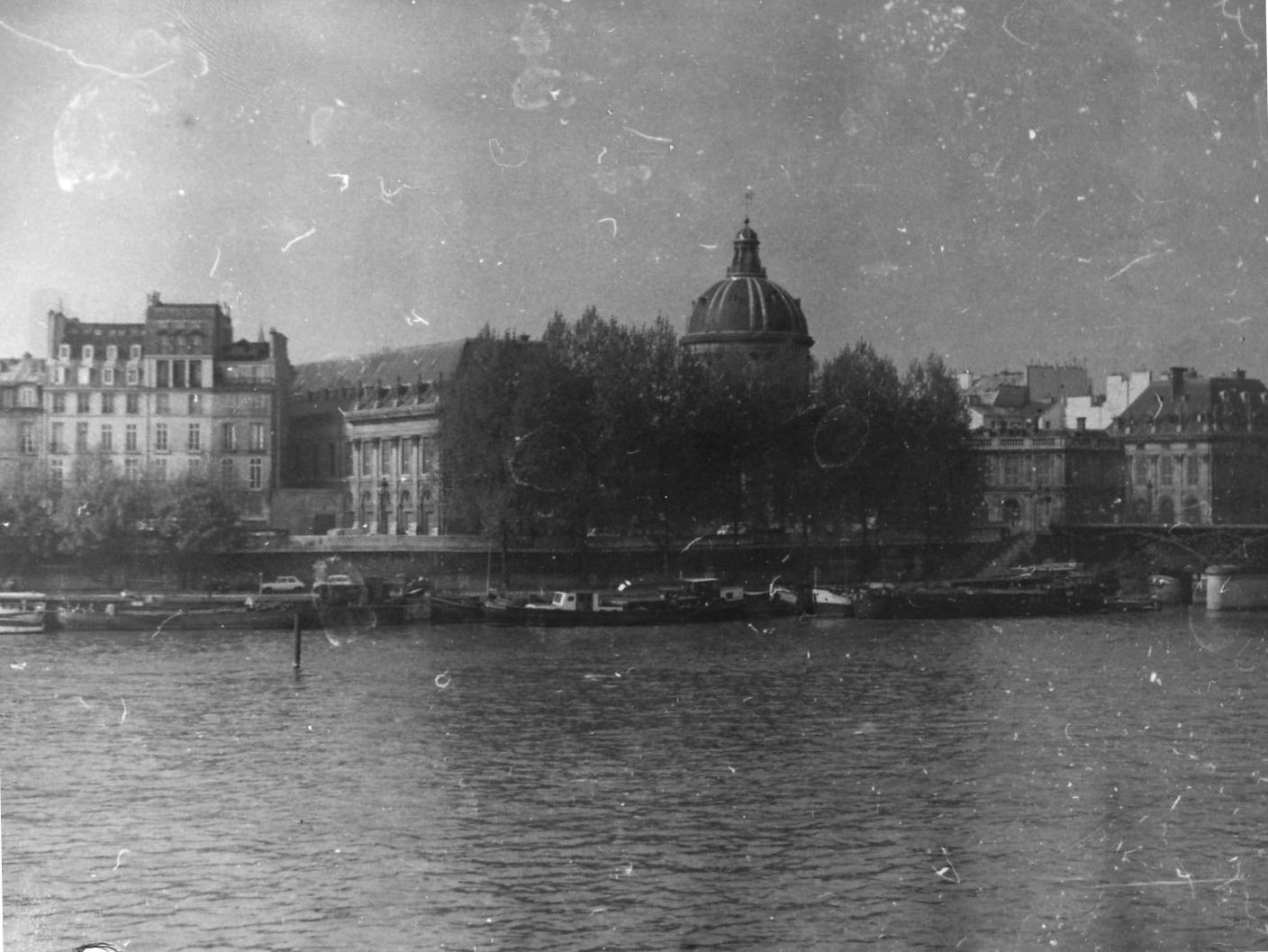
モディアノ一家が住んでいたパリ6区セーヌ川沿いのケ・ド・コンティ通り (1981)

1960年から1962年まで、さらに親元を遠く離れてトーヌ（オート＝サヴォワ県）の中学に通った後、パリに戻ってアンリ4世高等学校に入学した。
父アルベルトと母ルイザはケ・ド・コンティ通りの同じアパートの別の部屋に住むようになり、父親は別の女性と同居していた。パトリックが18歳の時、父にお金を無心しに行ったところ、この女性が警察を呼び、父も彼女に同調してパトリックを「不良呼ばわり」したため、警察に連行された。パトリック・モディアノはこの一件についても自伝小説『血統書』に書いており、後に「象徴的なショックだった」と語っている。

### 作家活動
早くから母ルイザの友人であり、実験的な作風で知られる作家レーモン・クノー (1903-1976) の勧めで小説を書き始め、特にバカロレア取得後は執筆に専念するようになり、ソルボンヌ大学に入学した後も講義に出席しない「幽霊学生」だった。
処女作『エトワール広場』の原稿を読んだレーモン・クノーは、これをガリマール社に推薦。1967年に出版された。この小説は、ロジェ・ニミエの作風に倣った若手作家に与えられる「ロジェ・ニミエ賞」、および若手作家・画家・彫刻家に与えられる「フェネオン賞」(「フェリックス・フェネオン」参照) を受賞した。
1970年、新産業技術センター(CNIT) の建築家ベルナール・ゼルフュスの娘ドミニック・ゼルフュスと結婚。1974年にジナ（ジナ・モディアノ; 後に映画監督）、1978年にマリー（マリー・モディアノ; 後に歌手）が生まれた。
1974年、『パリ環状通り』を発表。アカデミー・フランセーズ賞を受賞した。同年、ルイ・マル監督の映画『ルシアンの青春』の脚本を執筆した（ルイ・マル監督との共著）。
1975年に発表した『イヴォンヌの香り』が翌年、フランスの書店約2千店が選定する「書店賞 (Prix des libraires)」を受賞。この小説は1994年にパトリス・ルコント監督により映画化された。
1978年、『暗いブティック通り』を発表。ゴンクール賞を受賞した。
1981年、『ある青春』を発表。1983年、モーシェ・ミズラヒ監督が同作品に基づく脚本を執筆し、映画化した。
1984年、全作品について、ポリニャック伯ピエール (1895-1964) に因む「ピエール・ド・モナコ大公財団文学賞 (Prix littéraire Prince-Pierre-de-Monaco)」を受賞した。
1990年、『新婚旅行 (Voyage de noces)』が「ルレ旅行者・読者賞 (Prix Relay des Voyageurs Lecteurs)」を受賞した。
1996年、レジオンドヌール勲章シュヴァリエを贈られた。
2000年、全作品について、アカデミー・フランセーズの「ポール・モラン文学大賞」を受賞した。
2001年、マニュエル・ポワリエ監督が『八月の日曜日』の「自由な解釈に基づく」映画『愛してる (Te quiero)』を制作した。
2002年、『さびしい宝石』がシャラント県のジャン・モネ欧州文学賞 (Prix Jean-Monnet de littérature européenne)」を受賞した。
2008年、1945年にベルゲン・ベルゼン強制収容所で亡くなったユダヤ系フランス人エレーヌ・ベールの『日記 (Journal)』（邦訳：『エレーヌ・ベールの日記』2009年、岩波書店）の序文を執筆した。
2010年、全作品について、レジスタンス活動家・出版社経営者のイタリア人チーノ・デル・ドゥーカ(fr)に因み、人道主義的な科学・文学作品に与えられるチーノ・デル・ドゥーカ世界賞を受賞した。
2011年、全作品について、「フランス国立図書館賞 (Prix de la BnF)」および「マルグリット・デュラス賞」を受賞した。
2012年、欧州文学に対して与えられるオーストリア国家賞」を受賞した。
2014年10月、「最も捉え難い人々の運命を召喚し、占領下の生活世界を明らかにした記憶の芸術」であるという理由により、ノーベル文学賞を受賞した。
2015年1月、フランソワ・オランド大統領によりレジオンドヌール勲章オフィシエを贈られた。

## 作品の主なテーマ
パトリック・モディアノの小説で繰り返し取り上げられるテーマは不在、喪失、「行方不明者の捜索、過去に失ったものを見出したいという想い」、父母それぞれの過去、自己探求などであり、「その道しるべになるのが戦争（第二次世界大戦、アルジェリア戦争）である」(モディアノ)。こうしたテーマは何度も繰り返され、モディアノ自身、「私は30年以上かけて1冊の本を書いている気がする。つまり、これまで個別に発表した20冊の本から1冊の本が生まれるのだと」と語っている。

さらに、モディアノはノーベル文学賞受賞記念講演で、ユダヤ系イタリア人の画家アメデオ・モディリアーニの仕事に小説家としての彼自身の仕事を重ね、「慎ましい風貌の無名の人々のうちにある優美さや高貴さを明るみに出すことだ」としている。
私は遠戚にあたる画家のアメデオ・モディリアーニのことを思います。彼のもっとも感動的な絵画は、街角の子供たちや女性たち、使用人や百姓、若き徒弟など、無名の人々をモデルとして描かれたものです。モディリアーニは、ボッティチェリやクワトロチェントのシエナ派の画家たちのトスカーナの偉大なる伝統を思わせる鋭いタッチで、こうした人々を描きました。こうしてモディリアーニは、慎ましい風貌の無名の人々のうちにある優美さや高貴さを、彼らに与えた ―― むしろそうしたものを明るみに出した ―― のでした。小説家の仕事は、そうした方向に向かうのでなくてはなりません。小説家の想像力とは、現実をデフォルメするというのとはほど遠く、現実の奥底に入り込んでいき、見かけの背後に隠されているものを探知するために、赤外線や紫外線の力でもって、その現実をありのままにあきらかにするのです。最良の場合、小説家は一種の見者であり幻視家であると思うと言っても過言ではありません。また、小説家はおよそ感じ取ることができないほどの振動を記録する地震計であるとさえ思います。（安永愛訳）

## 著書

### 邦訳書
| 書名 (原著出版年順)                  | 翻訳者      | 出版社       | 出版年 | 備考                                   |
| ------------------------------------ | ----------- | ------------ | ------ | -------------------------------------- |
| 『エトワール広場/夜のロンド』        | 有田英也    | 作品社       | 2015   | ロジェ・ニミエ賞、フェネオン賞受賞     |
| 『パリ環状通り』                     | 野村圭介    | 講談社       | 1975   | アカデミー・フランセーズ賞受賞         |
| 『ルシアンの青春』(映画脚本)         |             |              |        | ルイ・マル監督と共著; 1974年封切       |
| 『イヴォンヌの香り』                 | 柴田都志子  | 集英社       | 1994   |                                        |
| 『家族手帳』                         | 安永 愛     | 水声社       | 2012   |                                        |
| 『暗いブティック通り』               | 平岡篤頼    | 講談社       | 1979   | 新版: 白水社, 2005; ゴンクール賞受賞   |
| 『ある青春』                         | 野村 圭介   | 白水社       | 1983   |                                        |
| 『迷子たちの街』                     | 平中悠一    | 作品社       | 2015   |                                        |
| 『八月の日曜日』                     | 堀江敏幸    | 水声社       | 2003   |                                        |
| 『シューラの婚約』(絵本)             | 末松氷 海子 | セーラー出版 | 1990   | 妻ドミニック・ゼルフュス (絵) との共著 |
| 『嫌なことは後まわし』               | 根岸純      | パロル舎     | 1997   |                                        |
| 『カトリーヌとパパ』(児童書)         | 宇田川悟    | 講談社       | 1992   | (イラスト) ジャン=ジャック・サンペ     |
| 『廃墟に咲く花』                     | 根岸 純     | パロル舎     | 1999   |                                        |
| 『サーカスが通る』                   | 石川美子    | 集英社       | 1995   |                                        |
| 『1941年。パリの尋ね人』             | 白井成雄    | 作品社       | 1998   |                                        |
| 『さびしい宝石』                     | 白井 成雄   | 作品社       | 2004   |                                        |
| 『血統書』                           | 松崎之貞    | 国書刊行会   | 2025   |                                        |
| 『失われた時のカフェで』             | 平中悠一    | 作品社       | 2011   |                                        |
| 『地平線』                           | 小谷奈津子  | 水声社       | 2015   |                                        |
| 『あなたがこの辺りで迷わないように』 | 余田 安広   | 水声社       | 2015   |                                        |
| 『眠れる記憶』                       | 山﨑 美穂   | 作品社       | 2023   |                                        |
| 『やさしいパリ』(ブラッサイ写真集)   | 窪田般弥    | リブロポート | 1991   | ブラッサイとの共著                     |

### 全著書および内容紹介
- La Place de l’étoile, Gallimard, 1968, 1975---『エトワール広場』---「ロジェ・ニミエ賞」および「フェネオン賞」

「占領下のパリを小説の背景とし、実在の闇商人やゲシュタポの手先を登場人物とし、史実を物語に取り込んだ」小説。ドゥニ・コスナール（Denis Cosnard）によると、「ラファエル・シュレミロヴィッチの足跡を追う」『エトワール広場』には「占領を想起し、パリを彷徨し、架空の人物と実在の人物を混ぜる」という後続する小説群の礎石がある。
- La Ronde de nuit, Gallimard, 1969, 1976---『夜のロンド』

フランス・ゲシュタポのために働きながら、同時にまた、レジスタンス運動にも関わる主人公の葛藤。「モディアノはこの小説で過去を清算しようとしている」。
- Les Boulevards de ceinture, Gallimard, 1972, 1978---『パリ環状通り』---アカデミー・フランセーズ賞

過去から断ち切られ、混迷の時代を生きる「父」なき世代の屈折した心情…。確固とした支えを持たない語り手の「私」は、自らの源を求めて過去をさかのぼり、夢とも現実ともつかない父を執拗に追い求める。いかがわしい仲間に出入りする人生の落伍者である「父」を優しく見守りつづけ、共にその人生を歩もうと試みる。つかの間のやすらぎをもとめ、二人の故郷喪失者はパリの夜を中古車に乗って徘徊する。
- La Polka (ポルカ) (戯曲) 1974

ジャック・モークレール監督によるパリ10区のジムナーズ劇場での上演（1974年5月15日）のために執筆した脚本。
- Villa triste, Gallimard, 1975 ---『イヴォンヌの香り』---書店賞

1960年代のある夏。スイスとの国境に近い湖畔の街に身を隠す18歳のヴィクトールが出会う風変わりな人間たち。「書店賞」を受賞。1994年にパトリス・ルコント監督により映画化。
- Lacombe Lucien, 1975---ルイ・マル監督『ルシアンの青春』（映画脚本）

1944年の初夏、第二次大戦も終焉を迎えつつあったフランス南西部の町フィジャック。病院で清掃作業員として働く17歳のルシアンは、ふとしたことからナチスのゲシュタポとかかわるようになり、その手先としてレジスタンスの活動家やユダヤ人摘発の片棒を担ぐ日々を送っていた。だが、ユダヤ人仕立て屋の娘フランスを知るようになったことから、彼の運命は変わり始めた。
- Livret de famille, Gallimard, 1977, 1981---『家族手帳』

生きるとは、ひたすらに記憶を完成しようとすることだ。― ルネ・シャール（作品冒頭に引用された言葉）
ゲシュタポに追い詰められた父、アントウェルペンのミュージックホールの踊り子だった母、父と母それぞれの怪しげな取り巻き、モディアノ自身の青年期などを描いた自伝的要素と虚構的回想が交錯する14編。
父になったばかりのパトリックは、娘の出生が記録された「家族手帳」を手にする。しかし、彼は自分がどこで生まれたのか、父母が何という名前だったのか、知らないのだった。残された両親の断片的記憶を手がかりに、失われた「自分の出生」を事実と想像を織り交ぜて物語化する自伝小説（注記：「家族手帳」とは、フランスにおいて、結婚の際、あるいは初めての子供が誕生した際に交付される公的文書である。そこには、父母の名、生年月日、婚姻歴、子供の出生、場合によっては死亡年月日が記される）。

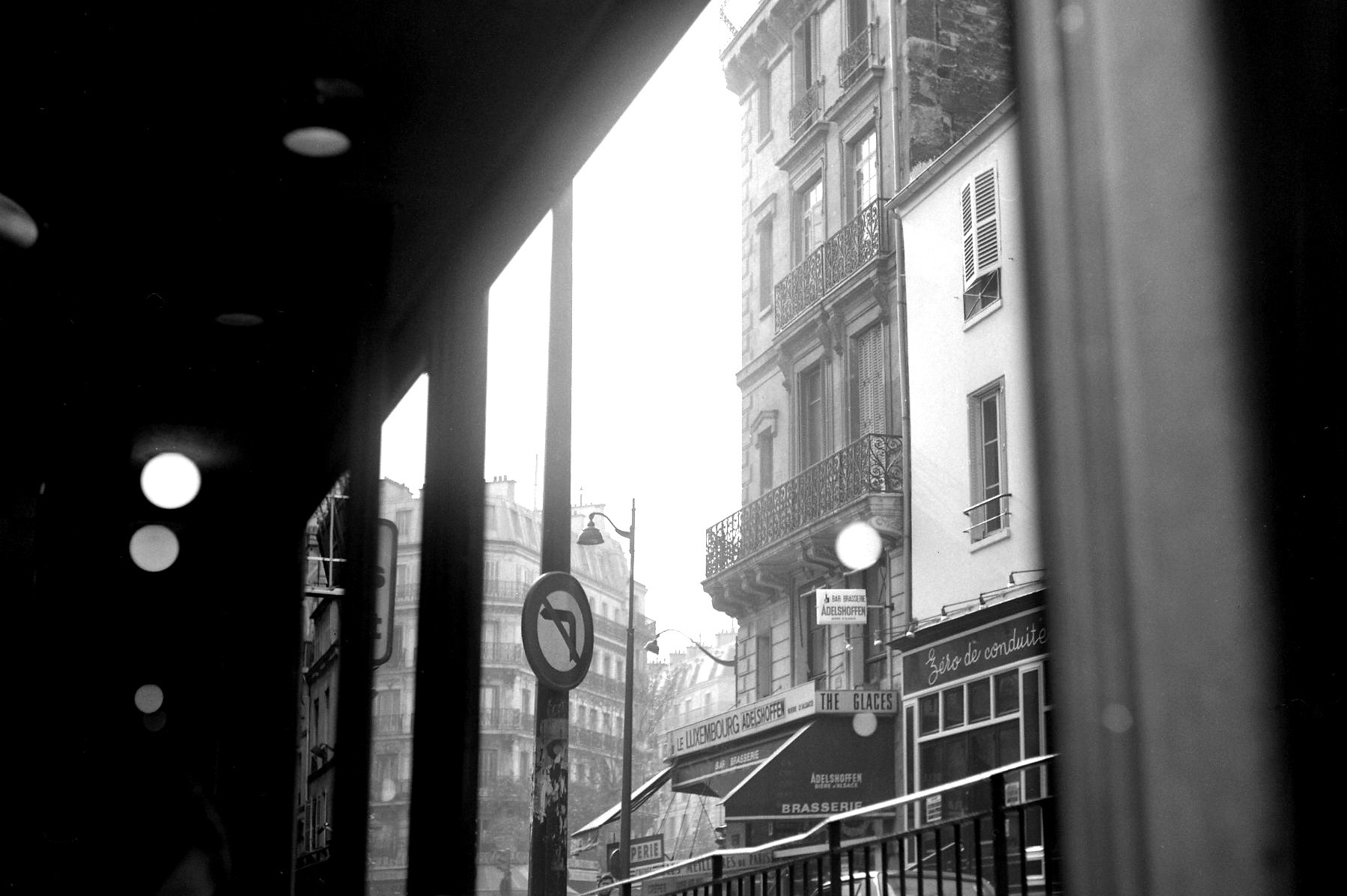
しばしば作品の舞台となったカルチエ・ラタン (1978)

- Rue des boutiques obscures, Gallimard, 1978, 1982---『暗いブティック通り』---ゴンクール賞受賞

パリの私立探偵事務所で、〈私〉は、ユットと一緒に働いていた。そこに勤める前の記憶は、ない。〈私〉は、過去の思い出を取り戻すためにパリの街をさまよううち、せつない事実に次々と遭遇する。「2人だけで《南十字星》に残ることもあった。〔中略〕雪の上にくっきりと浮き出した眼下の村に見入っていると、ちょうどクリスマスにショー・ウィンドーなどに陳列されるあの玩具の箱庭村のようなのであった」（本書より）。雪景色の中、幸せな日々をすごしていた恋人たちは、なぜ、突然の悲劇に引き裂かれたのか。
韓国ドラマ『冬のソナタ』のシナリオを担当したキム・ウニとユン・ウンギョンが、共通して影響を受けたのはモディアノの『暗いブティック通り』であると述べている。また実際に、『暗いブティック通り』と『冬のソナタ』にはストーリーや登場人物についていくつかの相似点がある。
- Une jeunesse, Gallimard, 1981, 1985---『ある青春』

兵役あがりのルイと歌手志望のオディールは、パリのサン・ラザール駅で出会い、恋に落ちた。そして十代最後の日々を、ふたりは、夢を追いかけながらも「大人の事情」に転がされていった。パリから遠く離れて、いまや山荘で幸せな家庭を築くふたりの過去には、はたして何があったのか。「もし子供たちが、自分たちの生誕以前の両親を知ったら、なんと不思議なことだろう。まだ彼らが人の親にならず、ただ単に彼ら自身であった時の……」（本書より）。
- Memory Lane (思い出の小道), Hachette, 1981, Seuil, 1983

1980年に『新フランス評論』に発表された小説を翌81年にピエール・ル＝タンによるイラスト入りでアシェット社から出版。
- De si braves garçons (とても気のいい仲間たち), Gallimard, 1982, 1987

パリ近郊の寄宿学校の生徒たち。様々な境遇に育ち、みんな何らかの形で親に見捨てられた子供たち。モディアノ自身と思われる語り手の20年後の回想と現在が交錯する。
- Poupée blonde (金髪の人形) (戯曲), P.O.L., 1983

戯曲作品だが、第一作の『ポルカ』のように実際に上演されるためではなく、「想像の劇場」のために書かれた作品。ピエール・ル＝タンによるイラスト入り。テーマは「失われた青春への郷愁、時の流れに消え去るもの、死の影」。
- Quartier perdu, Gallimard, 1984, 1988---『迷子たちの街』

パリは彼にとってはじめての街ではなかった。ほぼ二十年ぶりの再訪である。正確には、帰国と言ってよかった。語り手アンブローズ・ギーズの本名はジャン・デケール。彼はほぼ20年ぶりにパリに戻った。20歳のとき、ある事件に巻き込まれてフランス国籍を捨て、異国に逃れなければならない羽目に陥った。仕事にかこつけてではあれ、彼はずっと避けてきた忌まわしい過去と、ようやく向き合うことにしたのである。ホテルでもらった一枚の名刺と、10年前に編集者を介して届けられた手紙が、過去をたぐりよせる出発点となる。「読者は語り手の過去を自身の過去として共有せざるをえなくなり、時間と記憶の海で船酔いに似た気分を味わう。そして、その奇妙な酔いが醒めないうちに、物語の外に放り出される」（堀江敏幸による書評）。
- Dimanches d’août, Gallimard, 1986, 1989---『八月の日曜日』

マルヌ河畔に暮らしていた語り手とシルヴィアがなぜ、ニースに身を隠しているのか。二人の人生をつなぐダイヤモンド「南十字星」はどのように手に入れたのか。人気俳優エーモスはなぜ死んだのか。ニール夫妻とは誰か。二人はなぜ、荒廃した館からシルヴィア、語り手、そして「南十字星」を見張っているのか。シルヴィアはヴィルクールの妻なのか。ヴィルクールはなぜ、ニースに来たのか。交錯するこれらの謎から、ある愛の物語が綴られる。
- Une aventure de Choura (シューラの冒険) (絵本), Gallimard, 1986

自由を愛する白いラブラドールを主人公にした子供向けの絵本。絵はモディアノの妻ドミニック・ゼルフュス。
- Une fiancée pour Choura, Gallimard, 1986---『シューラの婚約』(絵本)

「女流作家の秘書、白犬のシューラは、お供ででかけたスキー場で、南の島の大統領秘書、黒犬のフロールと婚約」（日本児童図書出版協会）。絵はモディアノの妻ドミニック・ゼルフュス。
- Remise de peine, Seuil, 1987, 1996---『嫌なことは後まわし』

少年時代の「ぼく」が一時期だけ預けられたパリ郊外の家。そこを出入りしている何人かの奇妙な大人たちは、みんなとても親切にしてくれた。小さな弟と城館を探検したり、秘密の水車小屋へ行ったり、豆自動車に乗ったり。でもある日、そんな毎日が突然終わりを迎える。
- Vestiaire de l’enfance (少年時代の更衣室), Gallimard, 1989, 1991

「ジブラルタルまたはアルヘシーラスのテトゥアン側に住む血迷った視聴者を仮定して」、ジャマイカの大農場主になった「ルイ17世の冒険」というラジオ番組の台本を書いている主人公。『パリ環状通り』と同様に、「失踪や記憶喪失による謎」が、「探究の果てしなさ」というテーマや「空虚、空白、沈黙」というイメージにつながっている。「カフェと撞球室の間の鉄製の仕切りの近くに座っている彼女を見たとき、一瞬、その顔立ちを識別することができなかった。射し込む光が強すぎて、闇に包まれていたからだ。〔中略〕やがて、その顔が闇から浮かび上がった」という冒頭の一節はしばしばこの小説のテーマを象徴するものとして引用される。
- Catherine Certitude, Gallimard, 1988---『カトリーヌとパパ』(児童書)

「ニューヨークでバレエ教室を開くカトリーヌはある雪の日、少女時代のことをふと思い出す。パリ10区の倉庫の上階でパパと暮らし、眼鏡を外すと柔らかな世界に浸れたあの頃。パパが営んでいた仕事、移民としてのアイデンティティ、若かりしパパとママとの出会い、そして……。父娘をとりまいていたその時代ならではの人間模様は、少し哀しくて温かく、子ども心に染み込んでいた。そんな様々な人生の断片が、年月を経てくっきりとよみがえる」。イラストは雑誌『パリ・マッチ』や『ニューヨーカー』などにもイラストや風刺画を掲載しているジャン=ジャック・サンペ。
- Voyage de noces (新婚旅行), Gallimard, 1990 --- ルレ旅行者・読者賞

ミラノのホテルで自殺したフランス人女性アングリッド。かつて彼女に渡された新聞の切り抜きは彼女自身に関する尋ね人欄の三行広告。彼女は何を伝えたかったのか。主人公はパリに戻ってアングリッドと夫リゴーの謎を探る。『1941年。パリの尋ね人』と密接に関連するテーマ。
- Fleurs de ruine, Seuil, 1991, 1995---『廃墟に咲く花』

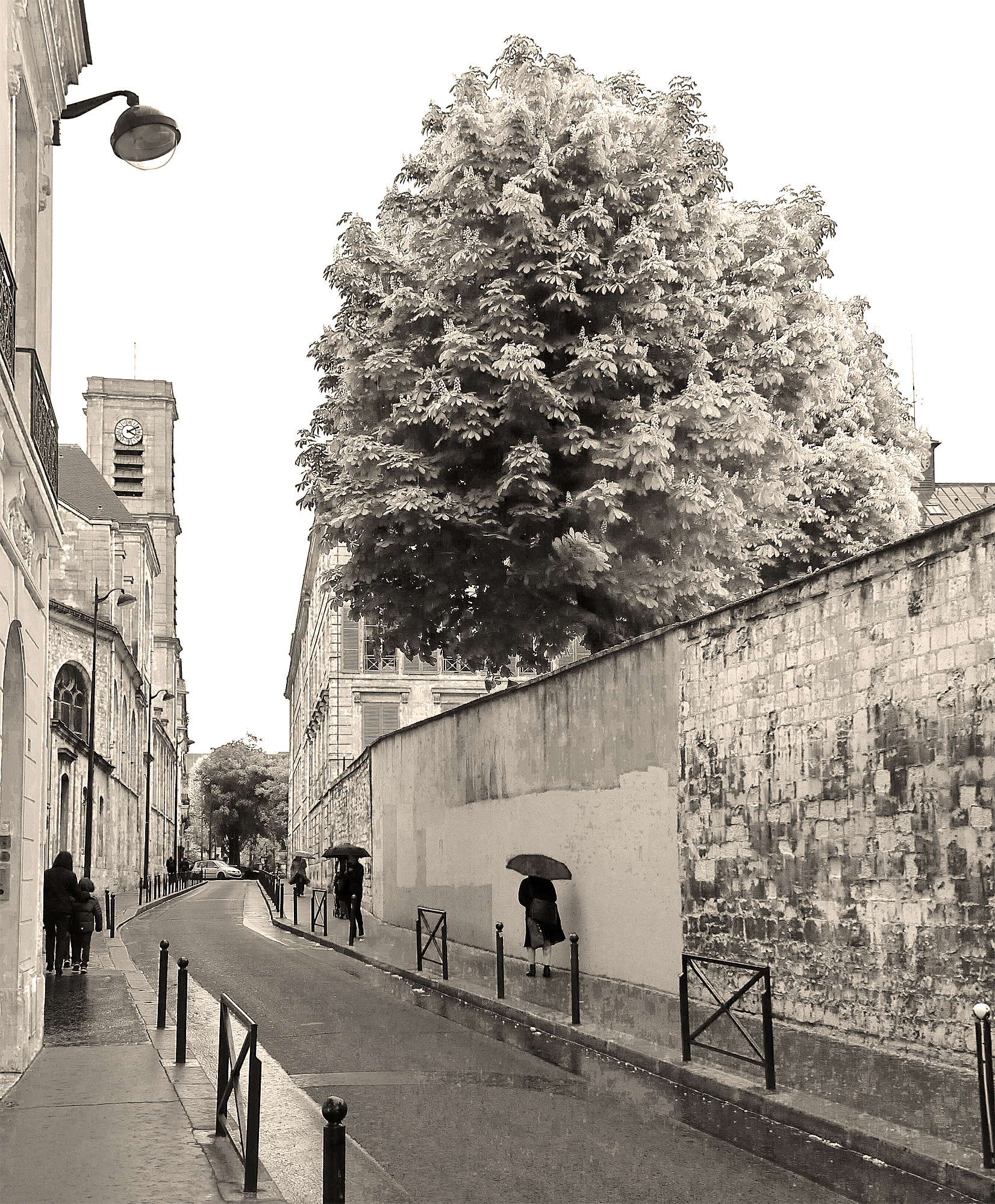
パリ5区ラベ・ド・レペ通り (『廃墟に咲く花』)

「1933年4月24日、若い夫婦が自殺した。その理由はいまも謎のまま──。11月のその日曜の晩、ぼくはラベ・ド・レペ通りにいた。──ふとよみがえる、ある事件の記憶。若い夫婦の心中と謎めいた二組の男女。パリの街をさまよいながら、いつしか「ぼく」は事件の足跡をたどっていた」。
- Un cirque passe, Gallimard, 1992, 1994---『サーカスが通る』

1963年のパリで18歳のリュシアンが体験した6日間の出来事。警察の事情聴取を受けたときに出会った女性ジゼル。彼女を取り巻く奇妙な人間たち。ラテン語の「円、輪」に由来する「サーカス」という言葉は「放浪、遍歴、生の循環、中心の定まらない同心円」という作品のテーマを喚起する。
- Chien de printemps (最悪の春), Seuil, 1993, 1995

著名な写真家フランシス・ジャンセンはロバート・キャパの友人という設定。ある日、ジャンセンは突然、何もかも捨ててメキシコに旅立つ。残された写真から語り手が見つけた1枚のネガ。「彼は1964年6月にフランスを去った。私はこの文章を1992年4月に書いている。眠っていた記憶が1992年の初春に蘇ったのだ」（本書より）。
- Du plus loin de l’oubli (忘却を遠く離れて), 1996

1960年代に語り手の青年が出会った女性ジャクリーヌ。パリとロンドンを舞台に描かれる恋愛。「私は夢を見ていた。危険が迫ればすぐに消えてしまうような夢だった。〔中略〕もし私がこの場を離れたら、すべてが無に帰すだろう。残るのはブリキのスーツケースと、他人には何の意味もない名前や場所を書き留めた紙片だけ」（本書より）。
- Dora Bruder, Gallimard, 1997---『1941年。パリの尋ね人』

収容所に移送されて死んだ実在のユダヤ人親子の亡命生活を跡づけた作品。「尋ね人。名前ドラ・ブリュデール、女子、十五歳、目の色マロングレー、うりざね顔…」。1941年12月31日、占領下のパリの新聞に載った「尋ね人広告」。これを偶然発見した時から、作家モディアノの10年にわたる少女ドラの行方を探す旅がはじまった。歴史の忘却に抗し、名もなきユダヤ人少女のかすかな足跡を追い求めて……。本書はセルジュ・クラルスフェルトの『強制収容所移送者記録名簿 (Mémorial de la déportation des Juifs de France: フランスから強制移送されたユダヤ人の記録名簿)』に衝撃を受けたことによって生まれた、ほぼノンフィクションの小説であり、クラルスフェルトからドラと彼女の家族に関する情報を入手している。モディアノは『リベラシオン』紙で「文学を生み出す主要な原動力はしばしば記憶なのだ。だから書かねばならなかった唯一の本はセルジュ・クラルスフェルトが書いたようなこの種の『記録名簿』であるように私には思えた。私はセルジュ・クラルスフェルトが示してくれた規範に従おうとした。何日も何日もこの『記録名簿』をひもときながら、私は一人ひとりの人生に関するなにか補足的な事実、住所、どんな些細な情報でもよいから見つけようと試みた」と語っている。
- Des inconnues (無名の女たち), Gallimard, 1999

索漠とした人生にある時突然生じる断絶。リヨンのタイピストだった女性がモデルに応募したが断られ、パリに出て得体の知れない男性の愛人になる。アヌシーの寄宿学校から逃げ出した少女が、ある裕福な家庭でベビーシッターをするが、複雑な家庭の事情に巻き込まれる。パリ14区に住む服飾店の女性店員は「自分探し」から、神秘哲学に傾倒していく。3人の「無名の女たち」の人生が3つのエピソードで語られる。
- La Petite Bijou, Gallimard, 2001---『さびしい宝石』--- シャラント県ジャン・モネ欧州文学賞

「愛されなかった私。嘘だらけの母親の本当の人生を探しにゆく。果てしない孤独と人の優しさを描いた」作品。

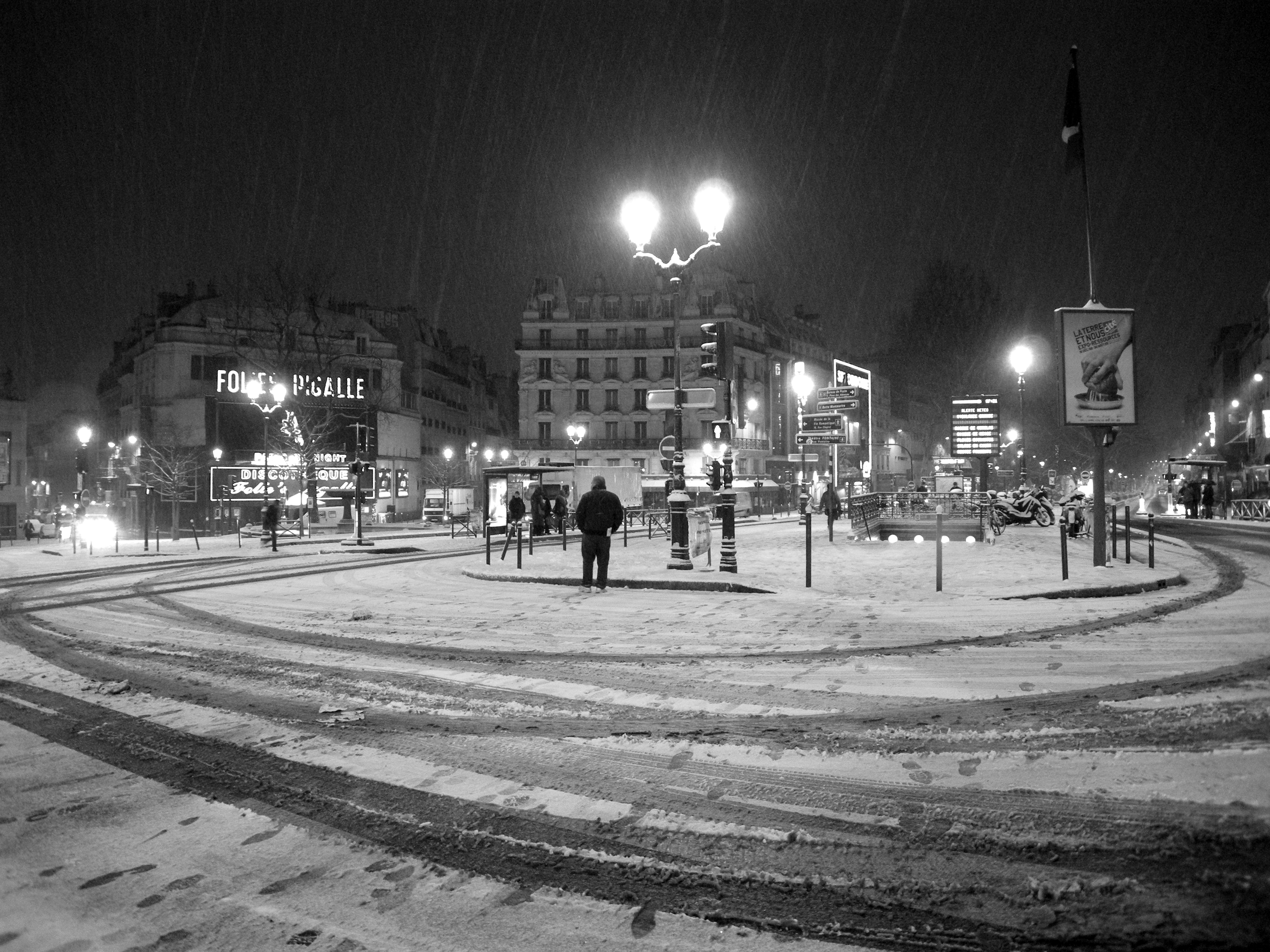
『さびしい宝石』などの舞台となったモンマルトルのピガール界隈 (パリ9区)

19歳のテレーズは、ある日、地下鉄シャトレ駅で「くたびれた黄色いオーバーコート」を着た母親とそっくりの女性を見かける。戦時中にテレーズを友人のもとに置き去りにしてモロッコへ渡った母親。だが、彼女はモロッコで死んだはずだ。伯爵夫人を名乗っていた母親の偽りの人生。テレーズがベビーシッターをする女の子も同じように親に見捨てられている。この女の子の境遇に、テレーズは自らの喪失と恐怖の人生を重ね合わせる。
ジェローム・ガルサンは、『ヌーヴェル・オプセルヴァトゥール』に掲載された書評で、『ボヴァリー夫人』を書いたギュスターヴ・フローベールが「ボヴァリー夫人は私だ」と叫んだことに倣って、「『さびしい宝石』(=テレーズ) はモディアノのボヴァリー夫人だ」と締めくくっている。
- Accident Nocturne (夜の事故), Gallimard, 2003

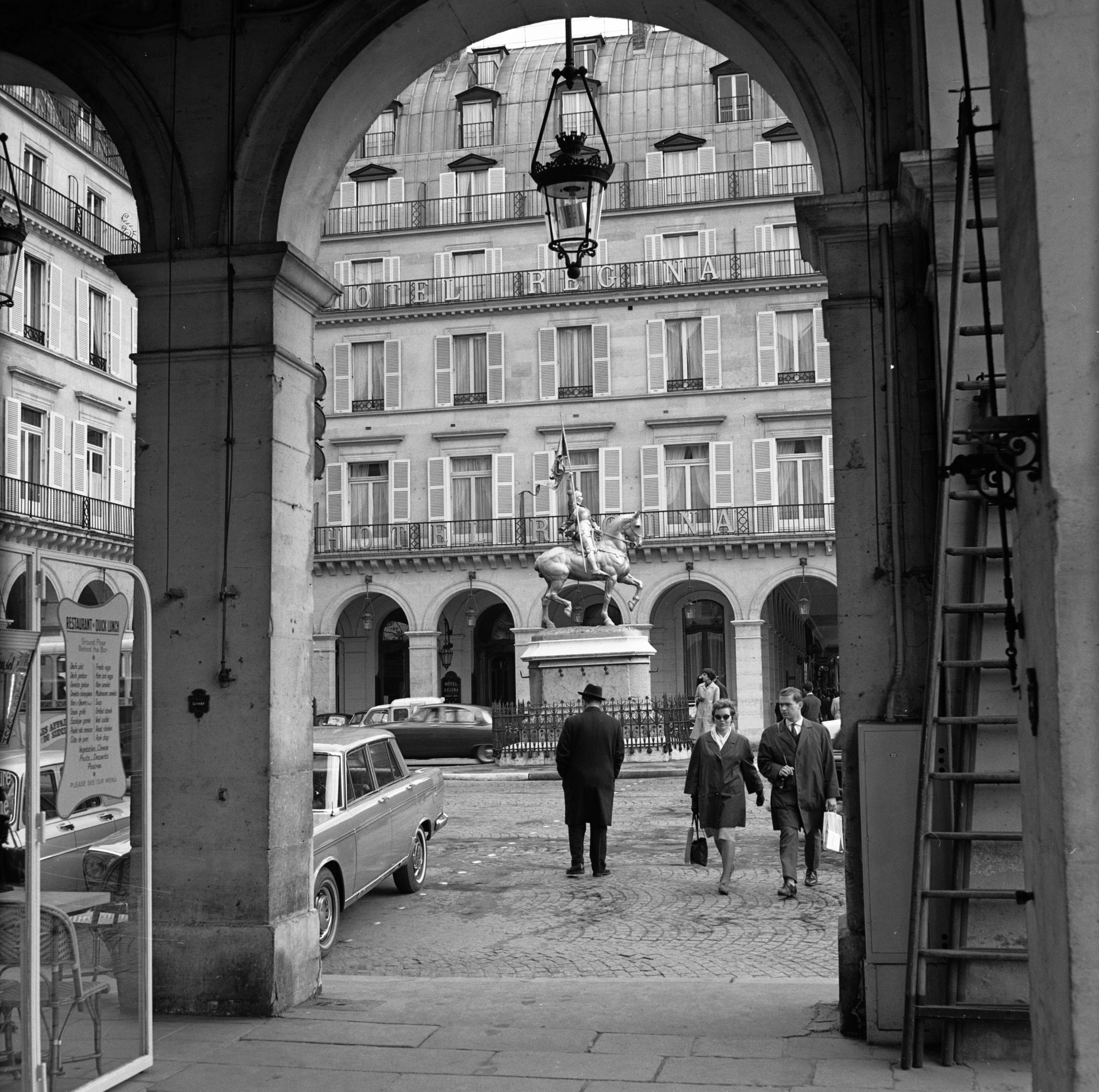
パリ1区のピラミッド広場 (『夜の事故』)

パリ1区のピラミッド広場で車にぶつけられて怪我をし、車を運転していた女性とともに取り調べを受けた後、病院に運ばれた。手当てを受ける間に、消毒の臭いで、過去に同じようなことがあったことを思い出す。ジュイ＝アン＝ジョザの寄宿学校に預けられていた時のこと。あの時、ベッド脇にいた女性は……。「モディアノの小説は何らかの事件があったことを匂わせるが、最後まで解決を見ることはない。神秘に近づけば近づくほどブレーキがかかり、最後にエンストする」。
- Un Pedigree , Gallimard, 2005---『血統書』

自伝小説。パトリック・モディアノは、「なぜ、今あらためて事実や個人的なことを書こうとしたのか」という問いに対して、「40年も経つと、こうしたことがすべて別の人間の人生、すなわち、本書に書いたように『私のものではない人生』になる。だから、暴露的であるとか、慎みがないというふうには感じない。この間のことでいまだに心に深く刻まれているのは、弟の死である。これ以外は、秘密というほどのものではない」と答えている。
- Dans le café de la jeunesse perdue, Gallimard, 2007---『失われた時のカフェで』

「いまもまだ僕には聞こえることがある。夜、道で、僕の名前を呼ぶ声が。ハスキーな声だ。シラブルを少し引っぱった発音で僕にはすぐ判る。ルキの声だ。振り返る、でもそこにはだれもいない。夜だけじゃない。ひと気の引いたこんな夏の午後……でももうよく僕らには判らない、一体どの年の夏に自分がいるのか。もう一度、以前とおなじに全ては始まる。おなじ日々、おなじ夜。おなじ場所、おなじ出会い。《永遠のくりかえし》」（本書より）。
- L’Horizon, Gallimard, 2010---『地平線』

青春時代の思い出の断片から浮かびあがる亡霊のようなシルエット。かつての恋人の足跡を求めて、パリの街を彷徨するひとりの男。かすかな記憶の糸が、40年の時を経て、恋人の生まれたベルリンへと誘う。
パトリック・モディアノの小説では常にある出来事が発生する。『地平線』は新たな過去の探求である。
- L’herbe des nuits (夜の草), Gallimard, 2012

2012年、語り手は50年前に出会った女子学生ダニーの足跡をたどる。モンパルナス地区、国際大学都市、パリ大学文学部、パリ植物園…。モロッコ警察といざこざがあった彼女はその活動についても本名すらも彼には語らなかった。モディアノは、「60年代の初めにはパリの一部の地区にアルジェリア戦争の不穏な空気が漂っていた」とし、また、「（語り手の心の中で様々な場所や時代や人物が交錯するのは）パリという街が巨大な羊皮紙のようなものだからだ。30年もすれば通りは姿を変え、消えてしまう地区もあるが、パリという街に刻まれたものは決して消えることがない」と語っている。
- Pour que tu ne te perdes pas dans le quartier, Gallimard, 2014---『あなたがこの辺りで迷わないように』

突然、見知らぬ男から電話があって、主人公が失くしたアドレス帳を預かっていると言う。「失うことは、欠如感や不在感により記憶を喚起する。愛する人を失う場合はもちろんだが、鉛の兵隊やお守り、一通の手紙やアドレス帳……、昔、身近にあった何でもない物でも、失うことで『時』に亀裂が走る」とモディアノは語る。
両親の愛情に恵まれることのなかった少年時代。苦悩に満ちた青年時代。そして、小説家となった現在の謎めいた交錯のうちに立ち現われる孤独な生の歩み。記憶の迷路……、書くことの迷路……。
- Souvenirs dormants, Gallimard, 2017---『眠れる記憶』

モディアノ自身と同様に1945年、ブローニュ＝ビヤンクールに生まれた語り手は、過去の出会いの記憶を再構築しようとする。パリとその郊外の通りをめぐる記憶の糸が交錯し、結ばれてはまた解けていく。モディアノの過去の小説の人物が再登場する ---「確かに、彼らはこれまでの小説で描かれた人物だが、一篇の小説を継続的に書いていると言うこともできる。これらの人物の一部については別の小説で詳細に描写しているが、名前が異なる場合もあり、これ自体が記憶の不確かさを表わしている」（モディアノ）。
- Nos débuts dans la vie (人生の始まり) (戯曲), Gallimard, 2017

1960年代、作家志望のジャンと女優の卵のドミニック。ドミニックはチェーホフの『かもめ』のニーナの役をもらったばかりだが、チェーホフを演じることを夢見ながら、結局はブールバール劇の女優に終わったジャンの母親の妬みの対象となる。「ジャンは母に、『またいつか再会することになるだろう。夜のこの時間帯は、いつもパリの通りに幽霊が出るからね。僕はもう怖くないよ』と言って別れを告げた」（本書より）。
- Discours à l’Académie Suédoise, Gallimard, 2015

ノーベル文学賞受賞記念講演
- Paris Tendresse, Hoëbeke, 1990---『やさしいパリ』

「戦争はパリのロマンスを破壊した。しかしどの時代にあっても、前の時代の名残りを捜し出すことができる。ブラッサイとモディアノが時代を越えて邂逅する」。

### モディアノが登場する作品
アントワーヌ・ローラン『赤いモレスキンの女』（吉田洋之訳　新潮クレスト・ブックス）で、モディアノの直筆サインが入った『夜半の事故』とモディアノ本人が登場する。本作は、テーマや要素などを通じて多面的にモディアノへのオマージュになっている。

## 評論
- 松崎之貞『モディアノ中毒 : パトリック・モディアノの人と文学』国書刊行会、2014年。ISBN 9784336058751。 NCID BB17662350。
- 土田知則『二一世紀のパトリック・モディアノ : 七編のテクストを読む』小鳥遊書房、2022年。ISBN 9784909812964。 NCID BC18383214。